# Túmulo de Marco Antônio e Cleópatra
A tumba de Marco Antônio e Cleópatra, cripta funerária de Marco Antônio e Cleópatra VII, de 30 a.C., permanece há muito perdida em algum lugar perto de Alexandria, Egito. De acordo com os historiadores Suetônio e Plutarco, o líder romano Otaviano (mais tarde renomeado Augusto) permitiu seu enterro juntos depois de derrotá-los. Seus filhos sobreviventes foram levados para Roma, para serem criados como cidadãos romanos.
Shakespeare, inspirado em Plutarco, alude brevemente a esse sepultamento comum na voz de seu personagem César (Otaviano), nos últimos versos de sua peça Antônio e Cleópatra (Ato V, cena II):
Ela será enterrada por seu Antônio

Nenhuma sepultura sobre a terra deve cortar nela

Um par tão famoso.
Relatos em 2008 e 2009 se concentraram em um anúncio do notável egiptólogo Zahi Hawass de que ele poderia encontrar a tumba em Taposiris Magna, um templo de Osíris, localizado a oeste de Alexandria, Egito. As escavações realizadas por Kathleen Martínez renderam dez múmias em 27 túmulos de nobres egípcios, bem como moedas com imagens de Cleópatra e esculturas mostrando os dois em um abraço. Até agora, a tumba em si permanece elusiva, mas as escavações do templo continuam, com locais adicionais abaixo da superfície identificados usando radares de penetração no solo em 2011.
Em janeiro de 2019, surgiu a controvérsia sobre a possibilidade de que a descoberta dos túmulos fosse iminente, atribuída a comentários de Zahi Hawass em uma conferência na Universidade de Palermo. O egiptólogo negou a notícia em um artigo do jornal Al-Ahram, afirmando que a tese de que os túmulos estavam em Taposiris Magna não era dele, mas de Kathleen Martínez, e que não acreditava na hipótese de Martínez porque "os egípcios nunca enterraram dentro um templo", dado que "os templos eram para adoração, e este era para a deusa Ísis. Portanto, é improvável que Cleópatra tenha sido enterrada lá."
A busca também procura a múmia de Marco Antônio, apesar da declaração de Plutarco de que Marco Antônio foi cremado: “Depois que Cleópatra ouviu isso, em primeiro lugar, ela implorou a César que lhe permitisse servir libações para Antônio; e quando o pedido foi concedido, ela mesma foi levada ao túmulo e abraçando a urna que continha suas cinzas”.